# Ален III де Роган
Ален III (Alain III de Rohan) (около 1140 − 1195) — третий виконт де Роган.
Сын Алена II. Впервые упоминается в хартии, датируемой 1156/69 годом.
Около 1160 года женился на Констанс де Пентьевр (1138/46 — после 23 июня 1184), дочери графа Алена Чёрного де Пентьевр и его жены Берты — герцогини Бретани. От неё дети:
- Ален IV (умер 27.10.1205), виконт де Роган, сеньор де Гемене
- Гильом, упоминается под 1184 годом
- Маргарита, муж — Эрве I, сеньор де Леон
- Аликс, упоминается под 1184 годом

Овдовев, Ален III женился на Франсуазе, происхождение которой не выяснено. Двое детей:
- Жослен (умер не ранее 1251 года), виконт де Роган, сеньор де Нуаяль, предполагаемый предок сеньоров де Монтобан.
- Элоиза (умерла после 1213 года)

Ален III де Роган и его жена Констанс де Пентьевр в 1184 году основали аббатство Бон-Репо.